# Comté de Gloucester
Comté de Gloucester (franska) eller Gloucester County (engelska) är ett county i New Brunswick i Kanada.   Det ligger iden östra delen av landet, 800 km öster om huvudstaden Ottawa. Antalet invånare är 77 792. Arean är 4 675 kvadratkilometer.